# Simpatija
Simpatija (укр. Симпатія) — четвертий студійний альбом боснійсько-герцеговинського поп-рок гурту Plavi orkestar, випущений у 1991 році, і виданий звукозаписною компанією Diskoton. Це також є останній альбом з гітаристом Младеном Павічічем — Павом.

## Список пісень
| #     | Назва                                                                     | Тривалість |
| ----- | ------------------------------------------------------------------------- | ---------- |
| 1.    | «Ljubi se istok i zapad» (Цілуються схід та захід)                        | 3:53       |
| 2.    | «Sačuvaj zadnji ples za mene» (Збережи останній танець для мене)          | 2:18       |
| 3.    | «Umrijeću za tebe» (Умру за тебе)                                         | 4:27       |
| 4.    | «Mi smo pijane budale» (Ми п'яні дурні)                                   | 2:09       |
| 5.    | «Rješih da se ženim» (Вирішив одружитися)                                 | 3:37       |
| 6.    | «Sex je bio njena svetinja» (Секс був її святою справою)                  | 4:27       |
| 7.    | «Simpatija» (Симпатія)                                                    | 5:02       |
| 8.    | «Beštija» (Бестія)                                                        | 3:15       |
| 9.    | «O mladosti» (Про молодість)                                              | 3:55       |
| 10.   | «Ljeto» (Літо)                                                            | 3:44       |
| 11.   | «Samo ponekad na tvoj rođendan» (Тільки подеколи на твій день народження) | 5:03       |
| 41:55 |                                                                           |            |

## Учасники запису
- Саша Лошіч — вокал
- Младен Павічіч — гітара
- Адмір Чераміда — ударні
- Самір Чераміда — бас-гітара